# Yamagata (Yamagata)
La ciudad de Yamagata (山形市 Yamagata-shi?) es una ciudad que se encuentra en la prefectura de Yamagata, en el centro-oeste de la región de Tohoku en el norte de Japón. Es la capital de la prefectura. Habitan 255 000 personas.

## Clima
La ciudad de Yamagata tuvo el récord de la temperatura más alta jamás registrada en Japón (40,8 ˚C el 25 de julio de 1933) hasta que el récord fue superado por dos ciudades (40,9 ˚C en Kumagaya y Tajimi) el 16 de agosto de 2007
| Parámetros climáticos promedio de Yamagata, Yamagata (1981-2010) | Parámetros climáticos promedio de Yamagata, Yamagata (1981-2010) | Parámetros climáticos promedio de Yamagata, Yamagata (1981-2010) | Parámetros climáticos promedio de Yamagata, Yamagata (1981-2010) | Parámetros climáticos promedio de Yamagata, Yamagata (1981-2010) | Parámetros climáticos promedio de Yamagata, Yamagata (1981-2010) | Parámetros climáticos promedio de Yamagata, Yamagata (1981-2010) | Parámetros climáticos promedio de Yamagata, Yamagata (1981-2010) | Parámetros climáticos promedio de Yamagata, Yamagata (1981-2010) | Parámetros climáticos promedio de Yamagata, Yamagata (1981-2010) | Parámetros climáticos promedio de Yamagata, Yamagata (1981-2010) | Parámetros climáticos promedio de Yamagata, Yamagata (1981-2010) | Parámetros climáticos promedio de Yamagata, Yamagata (1981-2010) | Parámetros climáticos promedio de Yamagata, Yamagata (1981-2010) |
| Mes                                                              | Ene.                                                             | Feb.                                                             | Mar.                                                             | Abr.                                                             | May.                                                             | Jun.                                                             | Jul.                                                             | Ago.                                                             | Sep.                                                             | Oct.                                                             | Nov.                                                             | Dic.                                                             | Anual                                                            |
| ---------------------------------------------------------------- | ---------------------------------------------------------------- | ---------------------------------------------------------------- | ---------------------------------------------------------------- | ---------------------------------------------------------------- | ---------------------------------------------------------------- | ---------------------------------------------------------------- | ---------------------------------------------------------------- | ---------------------------------------------------------------- | ---------------------------------------------------------------- | ---------------------------------------------------------------- | ---------------------------------------------------------------- | ---------------------------------------------------------------- | ---------------------------------------------------------------- |
| Temp. máx. media (°C)                                            | 3.1                                                              | 4.0                                                              | 8.4                                                              | 16.2                                                             | 22.0                                                             | 25.4                                                             | 28.4                                                             | 30.4                                                             | 25.2                                                             | 19.0                                                             | 12.2                                                             | 6.4                                                              | 16.7                                                             |
| Temp. media (°C)                                                 | -0.4                                                             | 0.1                                                              | 3.5                                                              | 10.1                                                             | 15.7                                                             | 19.8                                                             | 23.3                                                             | 24.9                                                             | 20.1                                                             | 13.6                                                             | 7.4                                                              | 2.6                                                              | 11.7                                                             |
| Temp. mín. media (°C)                                            | −3.4                                                             | −3.3                                                             | −0.7                                                             | 4.5                                                              | 10.1                                                             | 15.2                                                             | 19.4                                                             | 20.7                                                             | 16.2                                                             | 9.2                                                              | 3.2                                                              | −0.7                                                             | 7.5                                                              |
| Precipitación total (mm)                                         | 83.0                                                             | 62.7                                                             | 68.6                                                             | 68.4                                                             | 75.4                                                             | 110.5                                                            | 157.0                                                            | 150.8                                                            | 127.2                                                            | 92.4                                                             | 84.5                                                             | 82.7                                                             | 1163.2                                                           |
| Nevadas (cm)                                                     | 148                                                              | 125                                                              | 57                                                               | 3                                                                | 0                                                                | 0                                                                | 0                                                                | 0                                                                | 0                                                                | 0                                                                | 10                                                               | 77                                                               | 420                                                              |
| Días de nevadas (≥ 1 mm)                                         | 26.6                                                             | 22.2                                                             | 16.5                                                             | 2.5                                                              | 0                                                                | 0                                                                | 0                                                                | 0                                                                | 0                                                                | 0                                                                | 4.2                                                              | 18.5                                                             | 90.5                                                             |
| Horas de sol                                                     | 84.8                                                             | 98.9                                                             | 140.3                                                            | 176.1                                                            | 191.5                                                            | 158.8                                                            | 143.7                                                            | 178.4                                                            | 128.7                                                            | 132.1                                                            | 99.2                                                             | 80.7                                                             | 1613.2                                                           |
| Humedad relativa (%)                                             | 81                                                               | 77                                                               | 69                                                               | 62                                                               | 65                                                               | 72                                                               | 77                                                               | 75                                                               | 77                                                               | 77                                                               | 78                                                               | 80                                                               | 74.2                                                             |
| Fuente: Japan Meteorological Agency                              |                                                                  |                                                                  |                                                                  |                                                                  |                                                                  |                                                                  |                                                                  |                                                                  |                                                                  |                                                                  |                                                                  |                                                                  |                                                                  |

## Ciudades hermanadas
- Swan Hill, Victoria, Australia
- Boulder, Colorado, Estados Unidos.